# Morir de amor (canción de Kudai)
«Morir de amor» es una canción pop grabada por el cuarteto chileno Kudai y es el tercer sencillo oficial de su tercer álbum de estudio, Nadha.
Este ha sido el sencillo con mayor aceptación del disco Nadha, y el tercero más exitoso del cuarteto ubicándose después de Ya nada queda y Lejos de aquí. Gracias a este sencillo y a la campaña Amor sin violencia se le otorgó de manera especial a Kudai el Premio "Chiuku" entregado por la cadena MTV y las Naciones Unidas, durante los Premios MTV Latinoamérica de 2009 en Bogotá.
Desde el 2024, Morir de Amor suele ser la canción con la que el grupo da inicio a sus conciertos.

## Canción
La canción es el tercer sencillo oficial del álbum Nadha, y fue lanzado en Chile el 19 de febrero de 2009. Escrita durante el 2007 por Koko Stambuk y Kudai, la canción contiene una dura crítica social y considera temas como el suicidio, así como también impone un alto a la violencia entre parejas. El sencillo fue lanzado la primera semana de abril en México y Latinoamérica.
El estilo de la canción es un rock pop marcado con sonidos electrónicos, fuertes coros interpretados por los miembros del grupo y un solo de guitarra emotivo. 
Morir de Amor cuenta con dos versiones oficiales, la primera es la original lanzada en el 2008 como parte del álbum Nadha, y la segunda, una reedición en un estilo más synth pop incluida en el álbum Revuelo del 2021 con la voz de Nicole Natalino reemplazando las partes originalmente cantadas por Gabriela Villalba. 

## Video musical
Fue filmado en Buenos Aires, Argentina el 15 de febrero de 2009. La grabación demoró 48 horas y fue dirigido por Ariel Evasio. El video fue estrenado en su página web Amorsinviolencia.com el 28 de marzo de 2009. Finalmente fue estrenado en televisión el 30 de marzo de 2009.
El video muestra la historia de dos chicos que estudian en la secundaria, y se conocen gracias a amigos en común. Parece ser una relación perfecta, pero por cuestiones de celos y alcohol, el joven protagonista termina maltratando física y psicológicamente a su novia. En algunas escenas se puede ver como ella se cubre los moretones provocados por los golpes de su novio con maquillaje, y no lo denuncia pues se le nota bastante enamorada. Después de muchos maltratos, ella termina con traumas psicológicos, propios de las personas agredidas físicamente, lo cual se puede ver en una escena donde ella está en su cama y empieza a soñar que su novio la está estrangulando. Finalmente, hay una pelea que resulta ser el clímax del video, donde la muchacha queda severamente afectada y en el hospital. Mientras transcurre la historia los miembros de Kudai aparecen vocalizando la canción en el mismo hospital y en la cafetería destruida donde se conocen la joven pareja de la historia principal. Además se pueden ver algunas imágenes de Pablo, Bárbara, Tomás y Gabriela, en donde les aparecen moretones, raspones y razguños agregados digitalmente.

## CampañaAmor Sin Violencia
Detrás del lanzamiento sencillo "Morir de Amor", Kudai ha venido realizando una fuerte campaña en contra de la violencia entre parejas. Pretende hacer un llamado a miles de parejas adolescentes y adultas que sufren esta situación. Bajo el eslogan La violencia mata el amor, ¡deténla!, Kudai busca que todas aquellas personas que vivan o sepan de esta clase de situaciones las denuncien, y no dejen que el amor que sienten por esa persona las destruya.

## Posicionamiento en listas
| Listas (2009)                  | Mejor posición |
| ------------------------------ | -------------- |
| Bolivia (Top Latino)           | 5              |
| Argentina (Top 20 Singles)     | 19             |
| Paraguay (Radio Latina Top 20) | 15             |